# The Dark Ride
The Dark Ride es el noveno álbum de estudio de la banda alemana de power metal Helloween. El álbum fue producido por los renombrados Roy Z y Charlie Bauerfeind. Fue lanzado en el 2000, siguiendo el sonido de Better Than Raw pero más agresivo.
Sus sencillos son "If I Could Fly","Sun is Going Down" y "Mr.Torture"

## Lista de canciones
1. «Beyond The Portal» (Deris) - 01:00
2. «Mr. Torture» (Kusch) - 03:35
3. «All Over the Nations» (Weikath) - 04:55
4. «Escalation 666» (Grapow) - 04:42
5. «Mirror Mirror» (Deris) - 03:55
6. «If I Could Fly» (Deris) - 04:25
7. «Salvation» (Weikath) - 05:42
8. «The Departed (Sun Is Going Down)» (Kusch) - 04:40
9. «I Live For Your Pain» (Deris) - 04:12
10. «Immortal» (Deris) - 04:30
11. «We Damn The Night» (Deris) - 04:10
12. «The Dark Ride» (Grapow) - 09:00

## Lista de canciones de la versión extendida
1. «Beyond The Portal» (Deris) - 01:00
2. «Mr. Torture» (Kusch) - 03:35
3. «All Over The Nations» (Weikath) - 04:55
4. «Escalation 666» (Grapow) - 04:42
5. «Mirror Mirror» (Deris) - 03:40
6. «If I Could Fly» (Deris) - 04:25
7. «Salvation» (Weikath) - 05:42
8. «The Departed (Sun Is Going Down)» (Kusch) - 04:40
9. «I Live For Your Pain» (Deris) - 04:10
10. «We Damn The Night» (Deris) - 04:10
11. «Immortal» (Deris) - 04:30
12. «The Dark Ride» (Grapow) - 09:00
13. «The Madness Of The Crowds» (Deris) - 04:15
14. «Deliver Us From Temptation»»  (Grosskoptf/Weikath) - 05:00
15. «If I Could Fly (Videoclip)» (Deris) - 3:00

## Formación
- Andi Deris - Voz
- Michael Weikath - Guitarra
- Roland Grapow - Guitarra
- Uli Kusch - Batería
- Markus Grosskopf - Bajo

- Datos: Q931680